# Henry Jermyn (1er comte de St Albans)
Henry Jermyn, 1er comte de Saint Albans, (25 mars 1605 (baptisé) - janvier 1684) est un homme politique et courtisan anglais. Il siège à la Chambre des communes à divers moments entre 1625 et 1643 lorsqu'il est élevé à la pairie en tant que baron Jermyn. Il est l'un des courtisans les plus influents de la période, concevant et promouvant constamment des plans pour impliquer des puissances étrangères dans la Restauration anglaise, avant et après l'exécution de Charles Ier.

## Biographie
Il est le quatrième mais deuxième fils survivant de Thomas Jermyn (mort en 1645) de Rushbrooke, Suffolk, vice-chambellan de Charles Ier, et de son épouse Catherine, fille de William Killigrew de Hanworth, Middlesex (une sœur de Robert Killigrew). Il est baptisé à St Margaret Lothbury (en), à Londres le 25 mars 1605.
En 1625, il est élu député de Bodmin et réélu député en 1626. Il est député de Liverpool en 1628. Il gagne la faveur d'Henriette-Marie de France, reine consort de Charles Ier d'Angleterre dont il devient vice-chambellan en 1628, et maître des chevaux en 1639.
En avril 1640, il est élu député de Corfe Castle au Court Parlement avec son frère Thomas. Les frères sont tous deux élus députés de Bury St Edmunds au long Parlement en novembre 1640 et sont des royalistes actifs et ardents. Jermyn prend une part importante dans le premier complot de l'armée de 1641 et, à sa découverte, s'enfuit en France. De retour au royaume d'Angleterre en 1643, il reprend son assistance personnelle à la reine. Il est élevé à la pairie en tant que baron Jermyn de St Edmundsbury le 6 septembre, ostensiblement, de sorte que s'il tombait aux mains des parlementaires il serait décapité et non pendu, tiré et écartelé. Il accompagne Henriette-Marie en 1644 en France, où il continue à lui servir de secrétaire.
Toujours en 1643, Jermyn est nommé gouverneur de Jersey, d'où il conduit le prince de Galles à Paris. Lorsque Charles II se rend à Bréda, Jermyn reste à Paris avec Henriette-Marie, qui persuade son fils de le créer comte de St Albans en 1660. Des ragots que l'historien Henry Hallam a acceptés comme authentiques, mais qui ne sont étayés par aucune preuve réelle, affirment que Jermyn est secrètement marié à la veuve de Charles Ier. Il a en outre été dit qu'il est peut-être le vrai père d'au moins l'un de ses enfants, peut-être même de Charles II lui-même: par exemple, les National State Papers du 13 août 1660 contiennent un rapport de Francis Robinson de Nathaniel Angelo, un membre du clergé de Windsor, affirmant que «tous les enfants royaux étaient des bâtards de Jermyn».
À la restauration, il devient Lord Chambellan et reçoit d'autres postes. Il soutient la politique d'amitié avec la France, et il contribue largement à l'entente secrète étroite entre Charles II et Louis XIV de France, organisant les préliminaires du traité de Douvres en 1669.

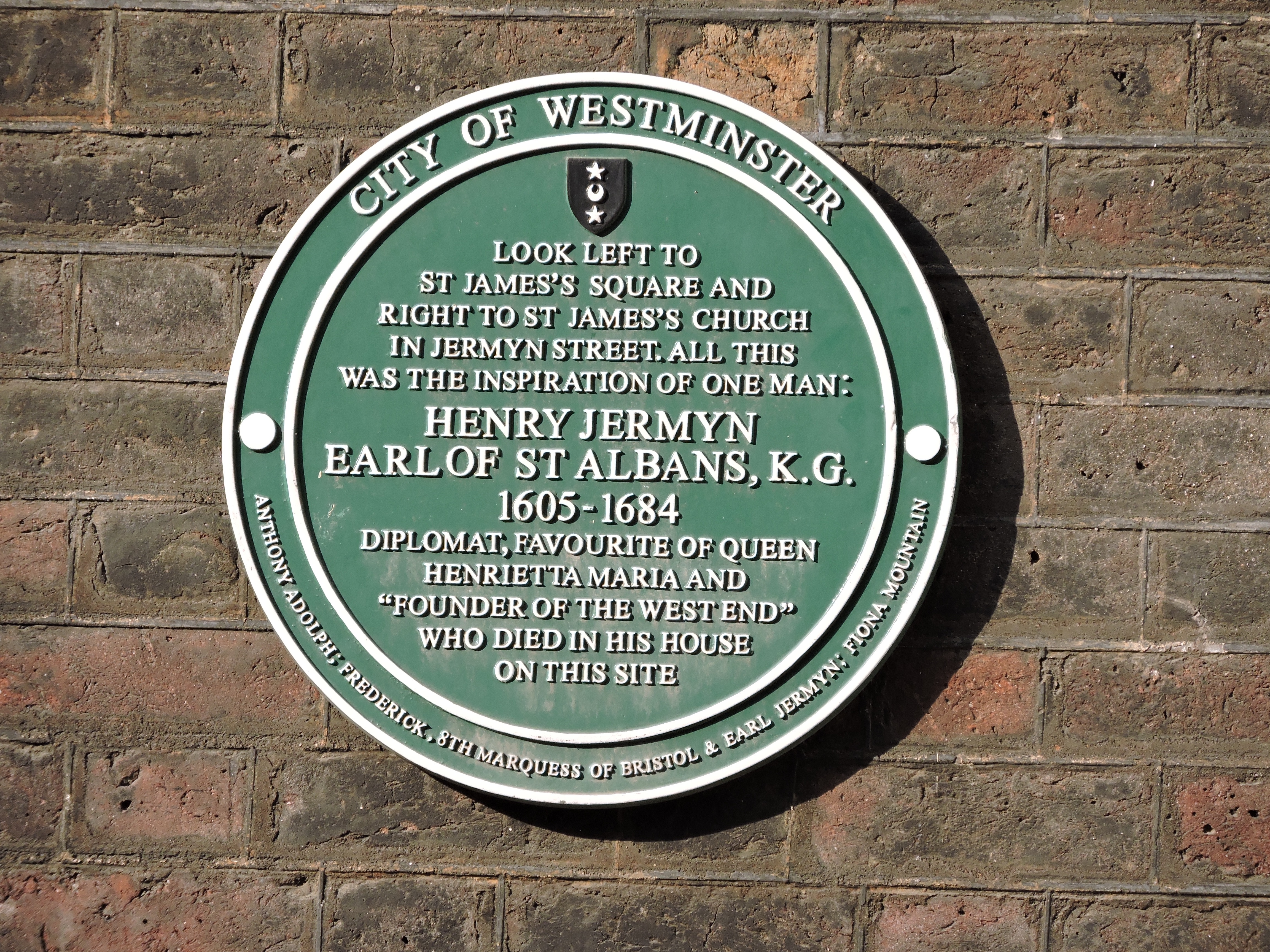
Plaque verte de la ville de Westminster pour Henry Jermyn, comte de St Albans (1605-1684), situé dans Duke of York Street, Londres SW1.

Au début des années 1660, il obtient une concession de terrain à Londres au nord du Palais Saint James, construisant l'église St James de Piccadilly, St James's Square et ses rues environnantes, notamment Jermyn Street, ainsi que le marché de St Albans, sur un site autorisé par la suite pour la construction de Regent Street et Waterloo Place. C'est un grand projet en soi, et de son inspiration nait tout le West End londonien, à tel point que le Survey of London (volume 29) reconnaît Henry Jermyn comme le « père du West End ».
Il est un ami et patron d'Abraham Cowley et de William D'Avenant. Bien qu'accusé d'avoir des « mœurs dissolues », il n'est vraiment ni plus ni moins «moral» que la plupart des autres hommes de son temps. Il est passionné par le jeu, qui est un passe-temps très populaire à son époque.
Il meurt à St James Square en janvier 1684. Comme il n'est pas marié, le comté s'éteint à sa mort, tandis que la baronnie de Jermyn de St Edmundsbury passe par un reste spécial, avec ses biens, à son neveu Thomas Jermyn (1633-1703), et après la mort de ce dernier au frère de Thomas, Henry Jermyn.